# Glogovac (Bogatić)
Glogovac (em cirílico: Глоговац) é uma vila da Sérvia localizada no município de Bogatić, pertencente ao distrito de Mačva, na região de Mačva. A sua população era de 778 habitantes segundo o censo de 2011.

## Demografia
| 1948  | 1953  | 1961  | 1971  | 1981 | 1991 | 2002 | 2011 |
| ----- | ----- | ----- | ----- | ---- | ---- | ---- | ---- |
| 1 118 | 1 180 | 1 185 | 1 078 | 998  | 987  | 967  | 778  |